# Kirchdorf am Inn (Bavière)
Pour les articles homonymes, voir Kirchdorf et Kirchdorf am Inn.
Kirchdorf am Inn est une commune de Bavière (Allemagne), située dans l'arrondissement de Rottal-Inn, dans le district de Basse-Bavière.